# Magdaléna Rybáriková
Magdaléna Rybáriková (* 4. října 1988 Piešťany) je bývalá slovenská profesionální tenistka a první semifinalistka v ženské dvouhře Wimbledonu ze Slovenska. Ve své kariéře na okruhu WTA Tour vyhrála čtyři singlové a jeden deblový turnaj. V rámci okruhu ITF získala devět titulů ve dvouhře a jeden ve čtyřhře.
Na žebříčku WTA byla ve dvouhře nejvýše klasifikována v březnu 2018 na 17. místě a ve čtyřhře pak v červnu 2011 na 50. místě. Trénoval ji Peter Huber. Fyzickou přípravu měl na starosti Kristián Cupák.
V juniorské kategorii odešla jako poražená finalistka z Wimbledonu 2006 po prohře s Dánkou Caroline Wozniackou.
Ve slovenském fedcupovém týmu debutovala v roce 2005 baráží 2. světové skupiny proti Thajsku v kampusu Bangkocké univerzity, v níž prohrála dvouhru s Tamarine Tanasugarnovou a v páru s Cibulkovou také čtyřhru. Thajky zvítězily 4:1 na zápasy. Účastnila se ročníků 2005–2018, sezóny 2016 a 2017 neodehrála. V soutěži nastoupila k devatenácti mezistátním utkáním s bilancí 8–7 ve dvouhře a 7–4 ve čtyřhře.

## Tenisová kariéra
V rámci hlavních soutěží událostí okruhu ITF debutovala v srpnu 2004, když na turnaji v Temešváru s dotací 10 tisíc dolarů postoupila z kvalifikace. Ve čtvrtfinále podlehla Rusce Jevgeniji Savranské. Premiérový singlový titul v této úrovni tenisu vybojovala v dubnu 2005 na káhirském turnaji s rozpočtem deset tisíc dolarů. Ve finále přehrála Němku Sarah Raabovou ve dvou setech.
V singlu okruhu WTA Tour debutovala na portorožském Slovenia Open 2005. Ve druhém kole kvalifikace premiérového ročníku turnaje podlehla lucemburské tenistce Claudine Schaulové. Hlavní soutěž si poprvé zahrála na pražském ECM Prague Open 2006, kde obdržela divokou kartu od organizátorů. V úvodním kole porazila druhou nasazenou Lucii Šafářovou. Po vítězství nad Venezuelankou Milagros Sequerovou skončila ve čtvrtfinále na raketě čínské tenistky Pcheng Šuaj. Následně prošla kvalifikací Istanbul Cupu 2006, v níž vyřadila Çağlu Büyükakçayovou, Agnieszku Radwańskou a Saru Erraniovou, aby na úvod hlavní soutěže vypadla s Američankou Mashonou Washingtonovou.

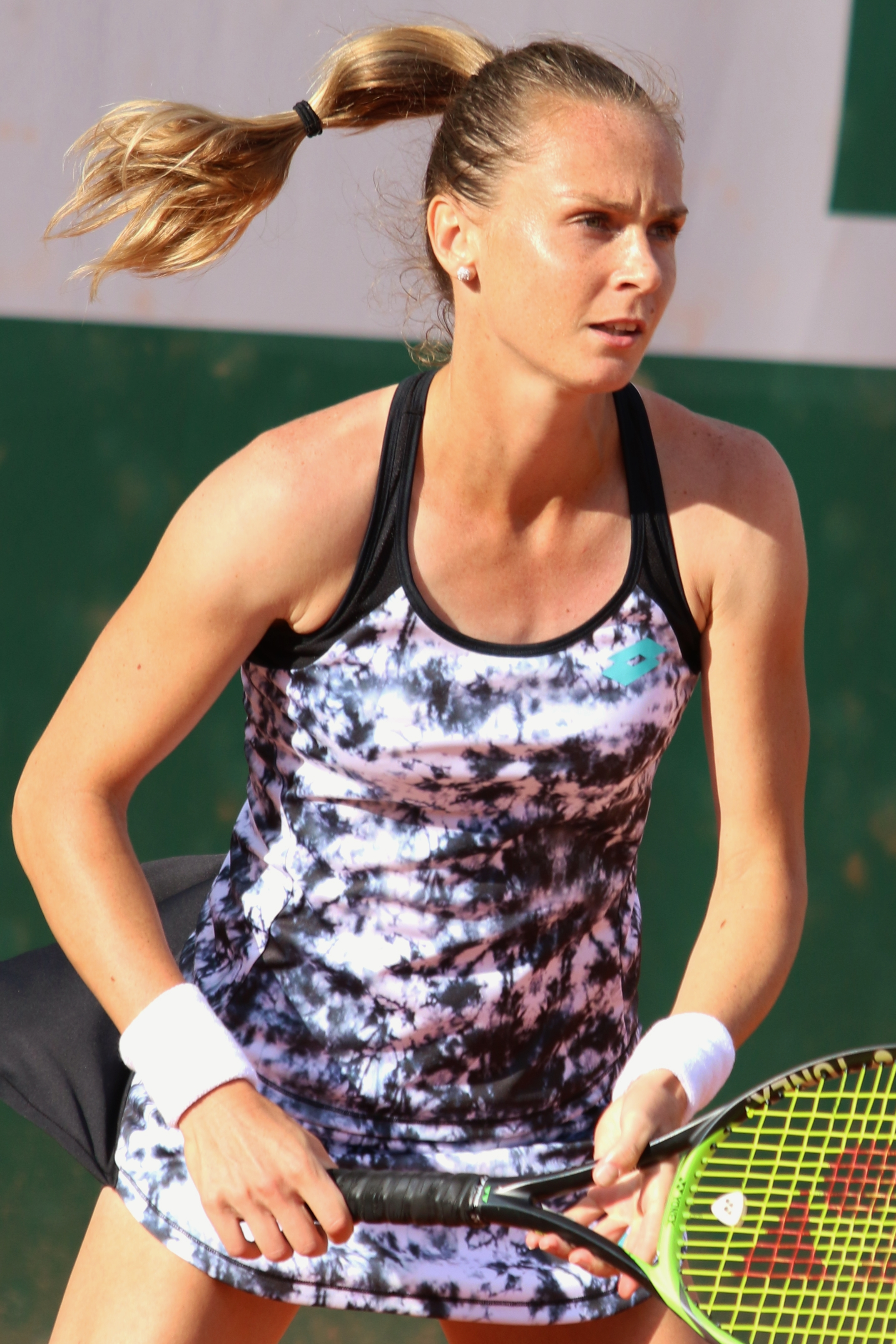
Během French Open 2018

Do první světové stovky žebříčku WTA se premiérově posunula 4. srpna 2008, když postoupila ze 102. na 100. místo. Do elitní padesátky pak pronikla 19. ledna 2009 díky posunu z 57. na 50. příčku. Sezónu 2013 zakončila na 38. pozici, ačkoli se během roku potýkala s poraněním zad a odhlášením z několika turnajů.
Na lednovém Moorilla Hobart International 2009 ve čtvrtfinále vyřadila nejvýše nasazenou Flavií Pennettaovou, což znamenalo první výhru nad hráčkou z elitní patnáctky žebříčku WTA. Druhé takové vítězství dosáhla mezi poslední osmičkou tenistek na thajském Pattaya Women's Open 2009, kde zdolala Dánku Caroline Wozniackou. V semifinále ji stopku vystavila Mirzaová.
Premiérové finále na okruhu WTA Tour odehrála na travnatém AEGON Classic 2009 v Birminghamu, kde startovala jako turnajová třináctka. Po semifinálové výhře nad Indkou Sanií Mirzaovou zvládla i závěrečný duel proti čtvrté nasazené Číňance Li Na a připsala si debutovou trofej na tomto okruhu. Na Australian Open 2013 nevyužila v úvodní fázi grandslamu tři mečboly proti Španělce Garbiñe Muguruzaové a odešla poražena 12–14 z rozhodující sady. Dvakrát ovládla washingtonský Citi Open na amerických betonech v rámci letní US Open Series, když nejdříve ve finále ročníku 2012 zdolala Rusku Anastasiji Pavljučenkovovou a v sezóně 2013 si poradila s Andreou Petkovicovou. Jako poražená finalistka odešla z Connecticut Open 2014 v New Havenu, když nestačila na Petru Kvitovou. Češka jí tak oplatila finálovou porážku z turnaje okruhu ITF s dotací sto tisíc dolarů, Sparta Prague Open 2011.
Debut v kvalifikaci nejvyšší grandslamové kategorie zaznamenala ve Wimbledonu 2007, kde ji přehrála Monica Niculescuová. Do hlavní soutěže se poprvé probojovala po zvládnuté kvalifikaci na French Open 2008. V prvním kole singlové soutěže zdolala Chorvatku Karolinu Špremovou, aby ji poté uhrála jediný game na ruskou hráčku Dinaru Safinovou. Po boku Andrey Petkovicové postoupily do semifinále ženské čtyřhry ve Wimbledonu 2014, kde je zastavila čtrnáctá nasazená dvojice Tímea Babosová a Kristina Mladenovicová.

### 2017: První slovenská semifinalistka ve Wimbledonu

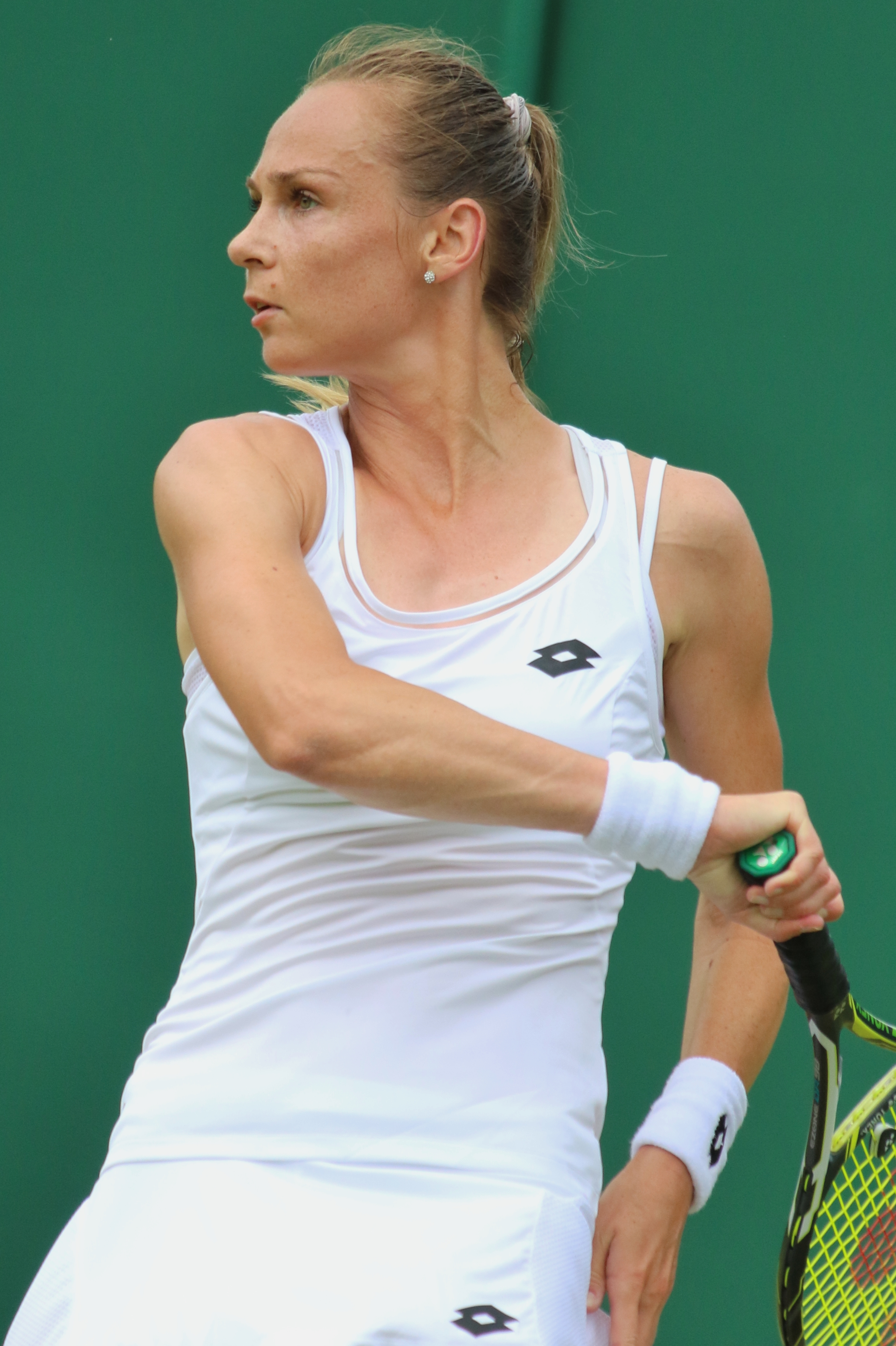
Ve Wimbledonu 2017 postoupila poprvé do semifinále grandslamové dvouhry

Brány třetího kola grandslamové dvouhry premiérově překročila ve Wimbledonu 2017, když na její raketě postupně dohrály Rumunka Monica Niculescuová, třetí hráčka žebříčku a nastupující světová jednička Karolína Plíšková, Ukrajinka Lesja Curenková i chorvatská kvalifikantka Petra Martićová. Mezi poslední osmičkou hráček zdolala dvacátou čtvrtou nasazenou Američanku Coco Vandewegheovou za 74 minut poté, co bylo utkání přerušeno pro déšť a přemístěno z prvního kurtu na centrální dvorec.
Rybáriková se stala historicky první Slovenkou v semifinále wimbledonské dvouhry, a po Hantuchové a Cibulkové třetí na grandslamu. Jediným Slovákem v této fázi wimbledonské singlové soutěže byl před ní Miloslav Mečíř v sezóně 1988. Do semifinále londýnského majoru postoupila jako nejníže postavená hráčka od roku 2008 a Číňanky Čeng Ťie, respektive v rámci turnajů velké čtyřky od US Open 2011 a tehdy 92. ženy pořadí Angelique Kerberové, když slovenská tenistka figurovala na 87. místě žebříčku WTA. V předchozí části sezóny odehrála jen turnaje nižšího okruhu ITF. Pokles na žebříčku byl způsoben absencí na profesionálním okruhu. V červenci 2016 přerušila kariéru pro operaci levého zápěstí a o měsíc později podstoupila chirurgický výkon na pravém koleni. Na dvorce se vrátila během února 2017 a v březnu jí patřila až 453. příčka světové klasifikace.
Mezi poslední čtveřicí hráček však hladce podlehla španělské finalistce z roku 2015 Garbiñe Muguruzaové, když jí odebrala v každém setu po jednom gamu. V následném vydání žebříčku se posunula z 87. na 33. místo, dvě příčky za kariérní maximum.

## Soukromý život
Narodila se roku 1988 v Piešťanech do rodiny zaměstnance v elektrárně Antona a Marie Rybárikových. Má dva sourozence. Tenis začala hrát v osmi letech. Ve věku 15 let začala trénovat v bratislavském Národním tenisovém centru. Za preferované povrchy uvedla trávu a tvrdý, jako silné údery pak podání a forhend.

## Finále na okruhu WTA Tour
| Legenda                           |
| --------------------------------- |
| D – dvouhra; Č – čtyřhra          |
| Grand Slam (0)                    |
| Turnaj mistryň (0)                |
| Premier Mandatory & Premier 5 (0) |
| Premier (0–2 D)                   |
| International (4–2 D, 1–1 Č)      |

### Dvouhra: 8 (4–4)
| Stav       | č. | datum           | turnaj                              | kategorie     | povrch    | soupeřka ve finále         | výsledek      |
| ---------- | -- | --------------- | ----------------------------------- | ------------- | --------- | -------------------------- | ------------- |
| Vítězka    | 1. | 14. června 2009 | Birmingham, Spojené království      | International | tráva     | Li Na                      | 6–0, 7–6(7–2) |
| Vítězka    | 2. | 19. února 2011  | Memphis, Spojené státy              | International | tvrdý (h) | Rebecca Marinová           | 6–2skreč      |
| Finalistka | 1. | 24. září 2011   | Kanton, Čína                        | International | tvrdý     | Chanelle Scheepersová      | 2–6, 2–6      |
| Vítězka    | 3. | 4. srpna 2012   | Washington, D.C., Spojené státy     | International | tvrdý     | Anastasija Pavljučenkovová | 6–1, 6–1      |
| Vítězka    | 4. | 4. srpna 2013   | Washington, D.C., Spojené státy (2) | International | tvrdý     | Andrea Petkovicová         | 6–4, 7–6(7–2) |
| Finalistka | 2. | 23. srpna 2014  | New Haven, Spojené státy            | Premier       | tvrdý     | Petra Kvitová              | 4–6, 2–6      |
| Finalistka | 3. | 15. října 2017  | Linec, Rakousko                     | International | tvrdý (h) | Barbora Strýcová           | 4–6, 1–6      |
| Finalistka | 4. | 24. června 2018 | Birmingham, Velká Británie          | Premier       | tráva     | Petra Kvitová              | 6–4, 1–6, 2–6 |

### Čtyřhra: 2 (1–1)
| Stav       | č. | datum          | turnaj              | kategorie     | povrch | spoluhráčka           | soupeřky ve finále                  | výsledek |
| ---------- | -- | -------------- | ------------------- | ------------- | ------ | --------------------- | ----------------------------------- | -------- |
| Finalistka | 1. | 25. října 2010 | Taškent, Uzbekistán | International | tvrdý  | Alexandra Dulgheruová | Alexandra Panovová Taťána Pučeková  | 3–6, 4–6 |
| Vítězka    | 1. | 5. května 2012 | Budapešť, Maďarsko  | International | antuka | Janette Husárová      | Eva Birnerová Michaëlla Krajiceková | 6–4, 6–2 |

## Finále na okruhu ITF
| Dotace turnajů okruhu ITF | Dotace turnajů okruhu ITF |
| ------------------------- | ------------------------- |
| 100 000 $ tournaments     | 80 000 $ tournaments      |
| 75 000 $ tournaments      | 60 000 $ tournaments      |
| 50 000 $ tournaments      | 25 000 $ tournaments      |
| 15 000 $ tournaments      | 10 000 $ tournaments      |

### Dvouhra: 15 (9–6)
| Stav       | č. | datum            | turnaj                       | povrch      | soupeřka ve finále     | výsledek      |
| ---------- | -- | ---------------- | ---------------------------- | ----------- | ---------------------- | ------------- |
| Finalistka | 1. | 27. března 2005  | Ain Alsoukhna, Egypt         | antuka      | Monica Niculescuová    | 3–6, 4–6      |
| Vítězka    | 1. | 9. dubna 2005    | Káhira, Egypt                | antuka      | Sarah Raabová          | 6–1, 6–3      |
| Finalistka | 2. | 14. srpna 2005   | Hechingen, Německo           | antuka      | Kirsten Flipkensová    | 4–6, 3–6      |
| Vítězka    | 2. | 17. září 2005    | Mestre, Itálie               | antuka      | Kira Nagyová           | 6–2, 7–5      |
| Finalistka | 3. | 18. února 2007   | Průhonice, Česko             | koberec (h) | Petra Kvitová          | 5–7, 6–7(2–7) |
| Finalistka | 4. | 9. prosince 2007 | Přerov, Česko                | tvrdý (h)   | Petra Kvitová          | 5–7, 3–6      |
| Vítězka    | 3. | 22. března 2008  | Petrohrad, Rusko             | tvrdý (h)   | Anna Lapuščenkovová    | 6–4, 6–2      |
| Vítězka    | 4. | 5. dubna 2008    | Patras, Řecko                | tvrdý       | Anne Keothavongová     | 6–3, 7–5      |
| Finalistka | 5. | 10. srpna 2008   | Monterrey, Mexiko            | tvrdý       | Jaroslava Švedovová    | 4–6, 1–6      |
| Finalistka | 6. | 10. října 2010   | Ningbo, ČLR                  | tvrdý       | Alberta Briantiová     | 4–6, 4–6      |
| Vítězka    | 5. | 15. května 2011  | Praha, Česko                 | antuka      | Petra Kvitová          | 6–3, 6–4      |
| Vítězka    | 6. | 7. května 2017   | Gifu, Japonsko               | tvrdý       | Ču Lin                 | 6–2, 6–3      |
| Vítězka    | 7. | 14. května 2017  | Fukuoka, Japonsko            | koberec     | Jang Su-jeong          | 6–2, 6–3      |
| Vítězka    | 8. | 11. června 2017  | Surbiton, Spojené království | tráva       | Heather Watsonová      | 6–4, 7–5      |
| Vítězka    | 9. | 25. června 2017  | Ilkley, Spojené království   | tráva       | Alison Van Uytvancková | 7–5, 7–6(7–3) |

### Čtyřhra (1 titul)
| č. | datum         | turnaj            | povrch | spoluhráčka       | soupeřky ve finále                   | výsledek         |
| -- | ------------- | ----------------- | ------ | ----------------- | ------------------------------------ | ---------------- |
| 1. | 4. srpna 2008 | Monterrey, Mexiko | antuka | Jelena Pandžićová | Monique Adamczaková Melanie Southová | 4–6, 6–4, [10–8] |

## Výhry nad hráčkami Top 10
Přehled uvádí vyhrané zápasy Rybárikové ve dvouhře nad tenistkami, které v době utkání figurovaly do 10. místa žebříčku WTA.

### Přehled sezón
| Sezóna      | 2008 | 2009 | 2010 | 2011 | 2012 | 2013 | 2014 | 2015 | 2016 | 2017 | Celkem |
| počet výher | 0    | 0    | 0    | 0    | 0    | 2    | 1    | 1    | 2    | 2    | 8      |

### Přehled výher
| č.          | hráčka Top 10          | WTA | událost                                       | povrch | fáze          | výsledek           | RYB |
| ----------- | ---------------------- | --- | --------------------------------------------- | ------ | ------------- | ------------------ | --- |
| Sezóna 2013 |                        |     |                                               |        |               |                    |     |
| 1.          | Angelique Kerberová    | 9.  | Citi Open, Washington, D.C., Spojené státy    | tvrdý  | čtvrtfinále   | 7–6(7–0), 3–6, 6–3 | 43. |
| 2.          | Marion Bartoliová      | 8.  | Rogers Cup, Toronto, Kanada                   | tvrdý  | 3. kolo       | 7–6(7–5), 1–0skreč | 42. |
| Sezóna 2014 |                        |     |                                               |        |               |                    |     |
| 3.          | Simona Halepová        | 2.  | New Haven, Spojené státy                      | tvrdý  | 2. kolo       | 6–2, 4–6, 6–3      | 68. |
| Sezóna 2015 |                        |     |                                               |        |               |                    |     |
| 4.          | Jekatěrina Makarovová  | 8.  | Wimbledon, Londýn, Spojené království         | tráva  | 2. kolo       | 6–2, 7–5           | 69. |
| Sezóna 2016 |                        |     |                                               |        |               |                    |     |
| 5.          | Belinda Bencicová      | 8.  | BNP Paribas Open, Indian Wells, Spojené státy | tvrdý  | 2. kolo       | 6–4, 3–6, 6–3      | 97. |
| 6.          | Roberta Vinciová       | 10. | BNP Paribas Open, Indian Wells, Spojené státy | tvrdý  | 3. kolo       | 6–2, 2–0skreč      | 97. |
| Sezóna 2017 |                        |     |                                               |        |               |                    |     |
| 7.          | Karolína Plíšková      | 3.  | Wimbledon, Londýn, Spojené království         | tráva  | 2. kolo       | 3–6, 7–5, 6–2      | 87. |
| 8.          | Kristina Mladenovicová | 10. | WTA Elite Trophy, Ču-chaj, ČLR                | tvrdý  | zákl. skupina | 7–5, 1–6, 7–6(7–5) | 22. |

## Postavení na konečném žebříčku WTA

### Dvouhra
| Rok    | 2004 | 2005   | 2006   | 2007   | 2008  | 2009  | 2010   | 2011  | 2012  | 2013  | 2014  | 2015  | 2016   | 2017  |
| Pořadí | 924. | ▲ 302. | ▼ 330. | ▲ 279. | ▲ 58. | ▲ 45. | ▼ 104. | ▲ 72. | ▼ 62. | ▲ 38. | ▼ 51. | ▼ 77. | ▼ 156. | ▲ 20. |

### Čtyřhra
| Rok    | 2008 | 2009   | 2010  | 2011   | 2012   | 2013   | 2014  | 2015   | 2016   | 2017   |
| Pořadí | 265. | ▲ 134. | ▲ 78. | ▼ 112. | ▼ 156. | ▲ 130. | ▲ 66. | ▼ 160. | ▼ 239. | ▼ 401. |